# Tjesraperet
| S24 · z | ra · Z1 | r · a | pr&r&t | U13 · N33A |

| S24 · z | ra · Z1 | r · a | pr&r&t | U13 · N33A |

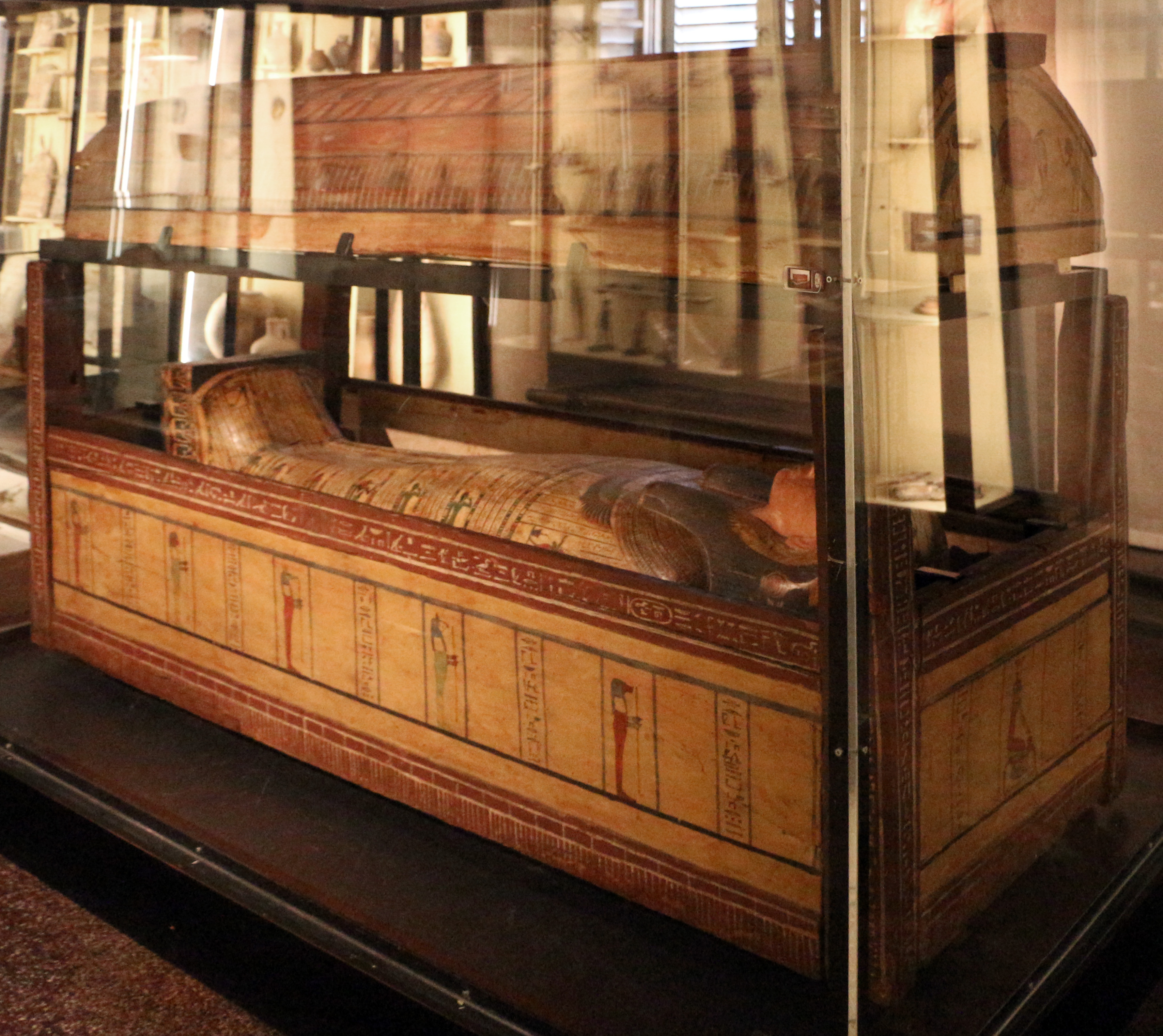
Hai chiếc quan tài của Tjesrapert trong Phòng VIII của Bảo tàng Khảo cổ Quốc gia Florence

Tjesraperet (s-rˁ-pr.t, "May Ra Grant progeny " ) là vú nuôi của một cô con gái của vua Nubian Taharqo. Bà chủ yếu được biết đến từ vị trí chôn cất của bà đã được tìm thấy không bị xáo trộn.
Việc chôn cất Tjesraperet được phát hiện tại Thebes vào ngày 20 tháng 5 năm 1829 bởi một đoàn thám hiểm dưới thời Jean-Francois Champollion và Ippolito Rosellini. Ngôi mộ không chỉ là nơi chôn cất của bà mà còn là của người được cho là chồng của bà  Djedkhonsuefankh, người là Cha của Amun và Lesonis của đền thờ Khons. Tjesraperet cũng là người phụ nữ của gia đình và vú nuôi của con gái Taharqo. Tên của con gái Taharqo không được biết đến. Hầu hết các vật thể được tìm thấy đã được mang đến Ý và hiện đang ở Bảo tàng Khảo cổ Quốc gia Florence. Ngôi mộ được tìm thấy vào giai đoạn đầu của ngành khảo cổ học. Do đó, việc ghi chép và xuất bản các tài liệu ngôi mộ rất ngắn gọn và ngày nay việc xây dựng lại nội dung ban đầu là rất khó khăn.
Các vật thể sau đây được biết đến từ ngôi mộ: cỗ quan tài ngoài cùng có hình hộp của Tjesraperet, quan tài hình người bên trong và một mảnh quan tài hình người thứ hai của vú nuôi, tấm bia của Djedkhonsuefankh với hình nhân vật mạ vàng, một bình phấn rôm có que, một chiếc gương với bao gương. Những đồ vật này hiện đang ở Florence. Một số vật thể khác được biết là đã đến Pháp, như tấm bia Tjesraperet hiện tại trong Bảo tàng Louvre và hình Ptah-Sokar-Osiris trong tên của bà, đã được xác định ở bảo tàng Musée des Beaux-Arts de Dijon. Các hiện vật khác từ ngôi mộ được mô tả trong ấn phẩm cũ  nhưng chưa được xác định trong bất kỳ bộ sưu tập hiện đại nào. Có lẽ chúng vẫn còn ở Ai Cập: một cái giỏ đựng trứng, một cái bình bằng đất sét với hạt, quan tài của Djedkhonsuefankh, bốn chiếc bình đựng nội tạng, một bức tượng khác của Ptah-Sokar-Osiris, ba hộp đất sét với shabtis, một bức tượng chim ưng -chim sẻ và hình chó rừng.